# NGC 4405
NGC 4405 = IC 788 ist eine linsenförmige Galaxie mit ausgedehnten Sternentstehungsgebieten vom Hubble-Typ S0/a im Sternbild Haar der Berenike  am Nordsternhimmel. Sie ist schätzungsweise 76 Millionen Lichtjahre von der Milchstraße entfernt und hat einen Durchmesser von etwa 40.000 Lichtjahren. Die Galaxie ist unter der Katalognummer VCC 874 als Mitglied des Virgo-Galaxienhaufens gelistet.

Im selben Himmelsareal befinden sich u. a. die Galaxien NGC 4383, IC 787, IC 792, IC 3369.
Das Objekt wurde am 20. März 1789 von dem deutsch-britischen Astronomen Wilhelm Herschel entdeckt.